# Wilhelm Jung (Architekt)
Wilhelm Jung (* 30. November 1869 in Durlach bei Karlsruhe; † 1939 ebenda) war ein deutscher Architekt, Baubeamter und Autor.

## Leben
Wilhelm Jung stammte aus einer Familie, die bereits im 18. Jahrhundert in Durlach lebte. Von 1900 bis 1903 leitete er den Bau des Melanchthonhauses in Bretten bei Karlsruhe, das nach Entwurf von Hermann Billing ausgeführt wurde. 1904 promovierte er an der Eberhard Karls Universität Tübingen zum Dr. phil. Im selben Jahr nahm er zusammen mit dem Berliner Architekten Fritz Beyer an dem Architekturwettbewerb für das Verwaltungsgebäude der Westpreußischen Provinzial-Landschaftsdirektion in Danzig teil, ihr gemeinsamer Entwurf wurde mit einem von zwei 3. Preisen ausgezeichnet.
Seit etwa 1907 bearbeitete Wilhelm Jung sechs Bände der Reihe Die Kunstdenkmäler der Provinz Brandenburg für die östlichen Regionen (Kreis Lebus, Neumark, Niederlausitz) im Auftrag des Provinzialverbandes Brandenburg.
Wilhelm Jung lebte viele Jahre in Berlin-Schmargendorf im Haus Charlottenbrunner Straße 1, mindestens bis 1929. 1939 starb er und wurde auf dem Bergfriedhof seiner Heimatstadt Durlach bestattet.

## Schriften
in der Schriftenreihe Die Kunstdenkmäler der Provinz Brandenburg:
- Die Kunstdenkmäler des Kreises Lebus. 1909.
- Die Kunstdenkmäler der Stadt Frankfurt a. O. 1912.
- Die Kunstdenkmäler des Kreises Weststernberg. 1913.
- Die Kunstdenkmäler des Kreises Luckau. 1917.
- Die Kunstdenkmäler des Kreises Crossen. 1922.
- Die Kunstdenkmäler des Kreises Sorau. 1939.